# ホレホレ節
ホレホレ節（ホレホレぶし）は、ハワイで日本人が作った唯一の民謡。

## 概要
1885年に始まったハワイへの移民は官約移民と呼ばれ、1924年まで西日本出身者を中心に約22万人がハワイへ渡った。官約移民たちの労働は過酷で、炎暑のサトウキビ畑で働いた。重労働の中、命を繋ぐ思いで、おのおのの出身地の民謡など耳なじんだ調べを口ずさんだ。それが「ホレホレ節」になった。「ホレホレ」とはハワイ語でサトウキビの枯れ葉をむしる作業のことで、「ホレホレ」という言葉の口調がよく「ホレホレ節」と名付けられた。つまり「ホレホレ節」はハワイの日本人一世が生み出した労働歌でもあるとされている。
特定の作詞者、作曲者はおらず、「ホレホレ節」の旋律は、ハワイ移民の多かった広島県、山口県、熊本県などの各地方の船頭歌、農民歌、糸つむぎ歌の変奏されたものである。瀬戸内海地方の櫓漕ぎ歌の一つである広島県呉市に伝わる「呉節」に同一の歌詞があるともいわれる。
「ホレホレ節」には、ゆったりと哀愁を帯びた"耕地バージョン"と、テンポが早くリズムの軽快な"お座敷バージョン"があり、砂糖耕地で歌われたものが"耕地バージョン"。"お座敷バージョン"は、日本人労働者が町に出て自営業などを営み、日本人町が発達した1890年頃から、町の料亭のお座敷で芸者が歌い出したバージョンで、三味線付きで歌われ、調子や合いの手が入る。
"お座敷バージョン"は、1967年に民謡歌手の佐藤松子によって日本でキングレコードから発売された。全国の珍しい民謡を歌うという企画の一環で、プレス、売り上げ枚数の記録はないといわれる。